# Histoire de l'Aube
L’histoire du département de l’Aube commence le 4 mars 1790, lorsqu’il est créé en application de la loi du 22 décembre 1789.

## Histoire

### Antiquité et Moyen Âge
De nombreuses traces d'habitation de la Tène ont été mises en évidence sur trois aires dans le département : autour de Troyes (Les Perrières, Saint-Benoit, Michaulot...), une autre autour de Méry-sur-Seine (la Saulsotte, Barbuise, Champ Potet...) et la troisième au nord, autour de l'Aube et de ses affluents (le Chêne, Plancy-l'abbaye, Mailly-le-Camp...).
Les premiers habitants du territoire actuel de l’Aube furent les peuples gaulois des Tricasses et des Lingons, avec une forte occupation humaine à la fin du Ve siècle av. J.-C.
Saint Potentien et saint Savinien, prêtres grecs originaires de Samos, vinrent prêcher l'évangile dès le milieu du  IIIe siècle. Saint Patrocle fut l'un des premiers martyrs de la foi nouvelle en l'an 259. Peu de temps après, sainte Jule et quelques notables de la cité des Tricasses subirent également le martyre. Malgré tout, comme ailleurs, la communauté chrétienne devint assez nombreuse pour accueillir un évêque ; saint Amateur fut le premier, en 340. En l'an 286, les Bagaudes ravagèrent la contrée formant l'Aube. L'empereur Julien vint à Troyes avec son armée et la délivra.
Entre 511 et 561 le territoire de l'Aube fait partie du royaume d'Austrasie puis du royaume de Bourgogne jusqu'au partage de 843. Il prend le nom, a cette occasion, de champagne bourguignonne. Il intègre ensuite alors la Francie occidentale au sein de la Bourgogne dite franque, qui devient le duché de Bourgogne en 898. Il s'en détache en 932 et se retrouve englobé dans la création du comté de Champagne en 967 .

### LeXIIesiècle et les monastères

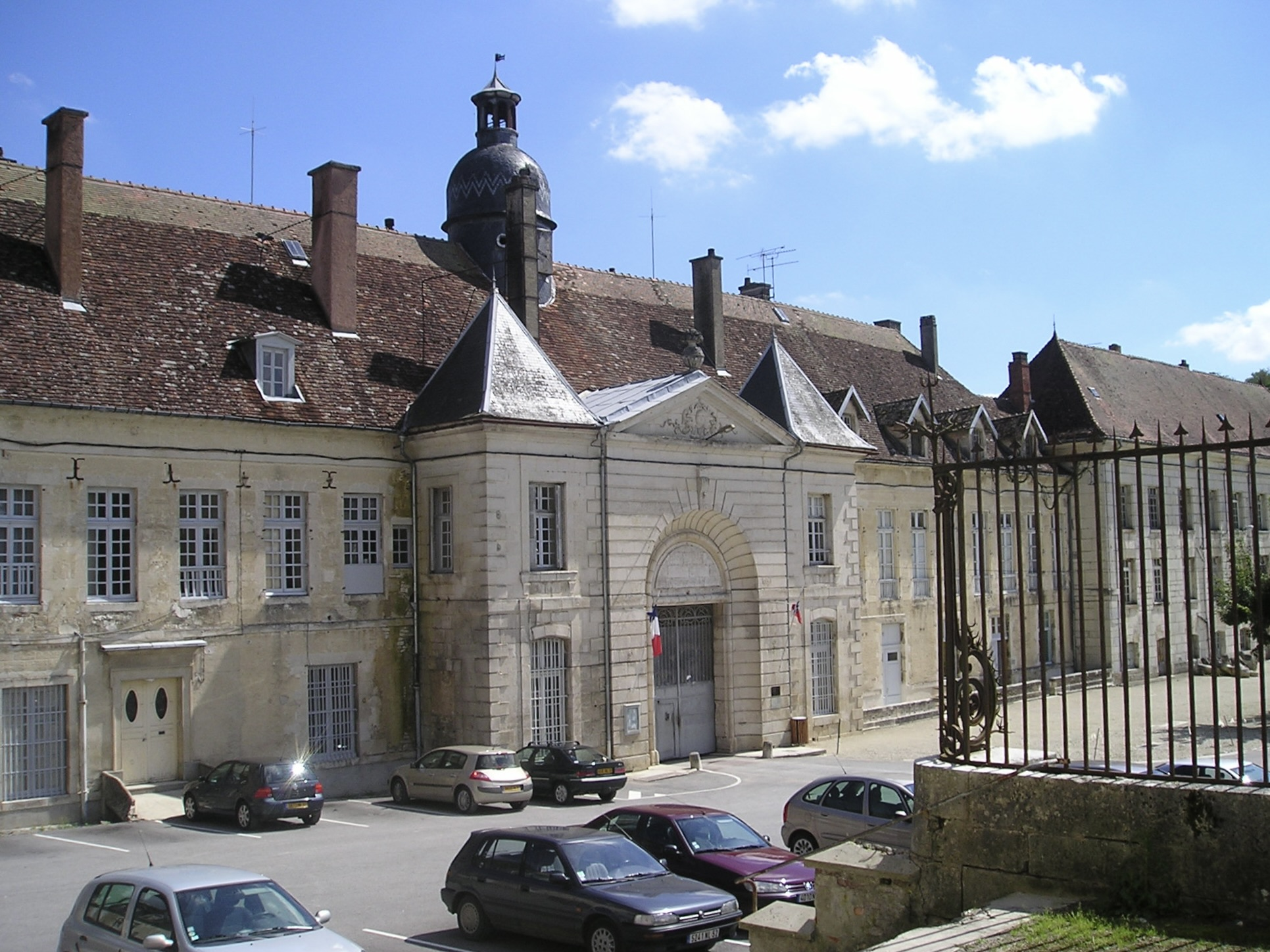
L'abbaye de Clairvaux, aujourd'hui établissement pénitentiaire

Deux importants monastères furent fondés sur le territoire du département : l'un à Clairvaux en 1114, créé par Bernard de Clairvaux, l'autre au Paraclet, par son illustre rival, Abélard, et dont Héloïse fut la première abbesse. Le premier se fit remarquer par son éloquence au concile de Troyes et par sa prédication de la seconde croisade, qui n'eut aucun résultat et dont l'issue fut désastreuse.
La réunion de la Champagne avec le royaume de France ne fut définitive qu'en 1361. Pourtant, la population désirait absolument le rattachement de la Champagne ; en effet, en 1328, le roi Philippe VI offrit la ville de Bar-sur-Seine à Philippe de Croÿ, mais les habitants la lui rachetèrent pour la rendre au roi, à condition qu'elle devienne inaliénable.

### Révolution et Première République

Carte de l'Aube (1790)

Le décret de l'Assemblée nationale du 15 janvier 1790 crée officiellement le département de l’Aube à partir d'un démembrement de la province de Champagne.
Son premier président est Augustin Henri Marie Picot et son premier député est Louis Antoine Joseph Robin. Jacques Claude Beugnot est quant à lui élu procureur-général syndic et également député.
De 1791 à 1793, les 6 districts (Nogent-sur-Seine, Arcis-sur-Aube, Bar-sur-Aube, Bar-sur-Seine, Ervy et Troyes) du département de l'Aube fournirent 4 bataillons de volontaires nationaux.

### Premier Empire
L'année 1814 marque le crépuscule du Premier Empire lors de la Campagne de France, plusieurs manœuvres et de batailles ont lieu dans le département qui devient un théâtre d'opération important pour la défense de Paris.
Après la victoire des coalisés à la bataille de Waterloo, le département est occupé par les troupes russes de juin 1815 à novembre 1818 (voir occupation de la France à la fin du Premier Empire).

### XIXesiècle
Le XIXe siècle marque le développement de l'industrie de la bonneterie dans le département.

### XXesiècle
Le début de ce siècle est marqué par la révolte des vignerons champenois. En effet, la loi sur la délimitation de la Champagne viticole de 1908 autorisait la production de ce vin mousseux uniquement aux départements de la Marne et de l'Aisne. La vente du vin auprès de ces départements en était même interdite durant l’année 1911. Cette situation provoque d'importantes émeutes dans le département, faisant plusieurs dizaines de blessés.
En 1919, un décret autorise pour la première fois le département de l'Aube à produire du champagne.

### Première Guerre Mondiale
Le 1er août 1914, en fin d'après-midi, le tocsin résonna à Troyes annonçant la mobilisation générale pour le 2 août, où les Troyens se rassemblèrent devant l'Hôtel de Ville.
Le 3 août, l'Allemagne déclarait la guerre. Immédiatement la France réagissait engageant une offensive militaire qui est très vite brisée en provoquant une retraite difficile et coûteuse en moyens matériels et humains.
Paris se trouve menacée, ainsi que Troyes. Le commandement allemand souhaite s'assurer dans les plus brefs délais la maîtrise de la ligne ferroviaire de Belfort et notamment de la gare de Troyes, tête de nombreuses lignes ferroviaires. Dès les premiers jours de septembre, une confusion renforcée par l'inquiétude de l'occupation allemande et le désarroi général ont convaincu beaucoup de Troyens que la ville serait sans défense ; ces derniers commencèrent à fuir dans un exode. Le 8 septembre au matin, les Allemands occupèrent le camp militaire de Mailly, le bruit des canons parvint jusqu'à Troyes : 44 km séparaient désormais la ville de l'avancée allemande.
Dès le 2 septembre, le général Joffre, commandant en chef, déplaça son grand quartier général de Vitry-le-François à Bar-sur-Aube. Il fixa alors une limite extrême de recul des troupes françaises à 28 km au nord de Troyes : la ligne Pont-sur-Yonne, Nogent-sur-Seine, Arcis-sur-Aube, et Joinville.Joffre parachevait les préparatifs de la bataille. Il regroupa et positionna la totalité de ses divisions en fonction de cette ligne en vue d'une contre offensive qui se déroulera du 5 septembre au 12 septembre 1914, c’est la Bataille de la Marne.
La ville de Troyes devint par la suite une ville-hôpital à l'arrière du front.

### Seconde Guerre Mondiale

#### La Bataille de France
Du 13 juin au 17 juin 1940, les troupes allemandes conquièrent le département et, dans les sillages des combats, les troupes de la Wehrmacht et les Schutzstaffel vont commettre différentes exécutions sommaires de prisonniers français qui, pour la plupart, sont des tirailleurs sénégalais. Le 17 juin a lieu le massacre de La Rocatelle, où 32 soldats français sont abattus à la mitrailleuse dans un champ. Des tirailleurs sénégalais sont fusillés à Jeugny (11 tirailleurs sénégalais) et à Balnot-la-Grange (33 tirailleurs sénégalais) sous le prétexte qu'ils appartiennent à "une race inférieure". À Channes, c’est 29 soldats français qui sont fusillés.
Le 13 juin 1940, durant la Bataille de France et l'exode, les stukas allemands bombardent le village de Charny-le-Bachot, notamment une grange au pied du pont du Bachot dans laquelle s'étaient réfugiées de nombreuses personnes. On déplore plus de 40 victimes civiles et 6 militaires tués. Le lendemain,14 juin 1940, l'aviation allemande bombarde de nouveau le village faisant de nouvelles victimes civiles et détruisant plusieurs fermes. En parallèle du 14 juin 1940, le village de Chaource fut détruit au tiers par le bombardement d'une douzaine de stukas, environ 80 personnes furent tuées.
Le samedi 15 juin, l'Armée Allemande entre à Troyes et, au matin du 16 juin, la ville tombe.

#### L'Occupation Allemande
Dès la mi-juin 1940, l'armée allemande prend possession de plusieurs points stratégiques comme le camp militaire de Mailly, la base aérienne de Romily-sur-Seine et le centre ferroviaire de Troyes.
Courant de l’automne 1940, les premiers signes d’hostilité vis-à-vis de l’occupant se manifestent par des tentatives de sabotage. Ces actes demeurent néanmoins isolés, la répression s’abat rapidement sur leurs auteurs avec, pour les cas les plus graves, des condamnations à mort. Les réseaux de résistance s’implantent progressivement à partir de 1941, bénéficiant de l’engagement local de figures telles qu’André Mutter ou Georges Wauters. Des vagues d’arrestations viennent néanmoins les décimer tandis que les Allemands pratiquent une rigoureuse politique des otages qui se traduit par des exécutions à Clairvaux et Montgueux.
En 1943, on a une accélération de la structuration de la Résistance. L’Aube connaît ainsi ses premiers parachutages d’armes. Par ailleurs, la destruction des installations des rotondes SNCF de Troyes en juillet 1943 témoigne de la qualité des renseignements obtenus par la Special Operations Executive auprès des résistants. Le nombre croissant de réfractaires au Service du Travail Obligatoire favorise le développement des maquis.
Au printemps 1944, des dizaines de groupements d’importance inégale voient le jour. Mais les Allemands réagissent avec vigueur, attaquant la majorité des maquis qui, insuffisamment armés, doivent se replier. De surcroît, les arrestations, emprisonnements et déportations se multiplient. Meurtrie, la Résistance participe toutefois à la libération du département avec les troupes américaines.
Le 26 août 1944, la ville de Troyes est délivrée par les troupes du Général Patton.

#### Le Massacre de Buchères
Le 23 août 1944 au soir, alors que la IIIe armée américaine approchait de Troyes, la Résistance occupa le village de Buchères et dressa des barrages avec l’aide de volontaires pour stopper les troupes allemandes en retraite.
Le 24 août au matin, un petit convoi allemand arrive dans la commune. Il est accueilli par un tir nourri des maquisards embusqués derrière les barricades et provoque le repli des forces allemandes sur Troyes. La 3e compagnie de la 51e brigade de Panzergrenadiers SS (division des Waffen SS), basée à Troyes, est alors dépêchée sur les lieux et arrive à Buchères vers midi en encerclant puis en bombardant le village vers 13h00 par des obusiers de campagne. À 15h00, tous les barrages sont évacués et la Résistance se replie. La 51e brigade de Panzergrenadiers SS rend les habitants responsables de ce qui s’est produit. Les représailles sont terribles : 67 habitants sont massacrés et le village presque entièrement rasé et incendié.
Un mémorial des Martyrs du 24 aout 1944 a été érigé sous la forme d’une lanterne des morts.
Buchères fut proclamée commune martyre et fut décorée de la Croix de guerre en 1948.